# Championnats du monde de patinage artistique 2005
Navigation
Mondiaux 2004 Mondiaux 2006
Les championnats du monde de patinage artistique 2005 ont lieu du 14 au 20 mars 2005 au palais des sports Loujniki de Moscou en  Russie.
Après deux saisons d'essais lors des épreuves du Grand Prix ISU, le nouveau système de jugement est mis en place pour la première fois dans les quatre grands championnats ISU de cette saison 2004/2005 (championnats d'Europe, championnats des quatre continents, championnats du monde juniors et championnats du monde). Il remplace le système de notation 6.0, à la suite du scandale des jeux olympiques d'hiver de 2002.

## Qualifications
Les patineurs sont éligibles à l'épreuve s'ils représentent une nation membre de l'Union internationale de patinage (International Skating Union en anglais) et s'ils ont atteint l'âge de 15 ans avant le 1er juillet 2004. Les fédérations nationales sélectionnent leurs patineurs en fonction de leurs propres critères, mais l'Union internationale de patinage exige un score minimum d'éléments techniques (Technical Elements Score en anglais) lors d'une compétition internationale avant les championnats du monde.
Sur la base des résultats des championnats du monde 2004, l'Union internationale de patinage autorise chaque pays à avoir de une à trois inscriptions par discipline.
| Entrées                                                    | Messieurs                           | Dames                        | Couples                   | Danse sur glace                                                   |
| ---------------------------------------------------------- | ----------------------------------- | ---------------------------- | ------------------------- | ----------------------------------------------------------------- |
| 3                                                          | France Russie États-Unis            | Japon États-Unis             | Chine Russie              | Russie                                                            |
| 2                                                          | Allemagne Canada Chine Japon Suisse | Canada Hongrie Italie Russie | Canada Pologne États-Unis | Allemagne Bulgarie Canada France Israël Italie Ukraine États-Unis |
| Les pays non listés dans ce tableau ont droit à une entrée |                                     |                              |                           |                                                                   |

Pour la treizième année, l'Union internationale de patinage impose une ronde des qualifications pour les catégories individuelles masculine et féminine. Les qualifications sont divisées en deux groupes A et B. Pour les mondiaux 2005, le top 15 de chaque groupe accède au programme court, puis le top 24 accède au programme libre. Les scores des qualifications comptent pour le score final. 
En danse sur glace, la danse imposée est le Midnight Blues.

## Podiums
| Épreuves                            | Or                                  | Argent                           | Bronze                            |
| ----------------------------------- | ----------------------------------- | -------------------------------- | --------------------------------- |
| Messieurs résultats détaillés       | Stéphane Lambiel                    | Jeffrey Buttle                   | Evan Lysacek                      |
| Dames résultats détaillés           | Irina Sloutskaïa                    | Sasha Cohen                      | Carolina Kostner                  |
| Couples résultats détaillés         | Tatiana Totmianina / Maksim Marinin | Maria Petrova / Aleksey Tikhonov | Zhang Dan / Zhang Hao             |
| Danse sur glace résultats détaillés | Tatiana Navka / Roman Kostomarov    | Tanith Belbin / Benjamin Agosto  | Olena Hrushyna / Ruslan Honcharov |

## Tableau des médailles
| Rang  | Nation     | Or | Argent | Bronze | Total |
| ----- | ---------- | -- | ------ | ------ | ----- |
| 1     | Russie     | 3  | 1      | 0      | 4     |
| 2     | Suisse     | 1  | 0      | 0      | 1     |
| 3     | États-Unis | 0  | 2      | 1      | 3     |
| 4     | Canada     | 0  | 1      | 0      | 1     |
| 5     | Chine      | 0  | 0      | 1      | 1     |
| 5     | Italie     | 0  | 0      | 1      | 1     |
| 5     | Ukraine    | 0  | 0      | 1      | 1     |
| Total | Total      | 4  | 4      | 4      | 12    |

## Détails des compétitions

### Messieurs
| Rang                                        | Nom                  | Pays                 | Points | Qualifications B | Qualifications B | Qualifications A | Qualifications A | Programme court | Programme court | Programme libre | Programme libre |
| ------------------------------------------- | -------------------- | -------------------- | ------ | ---------------- | ---------------- | ---------------- | ---------------- | --------------- | --------------- | --------------- | --------------- |
| 1                                           | Stéphane Lambiel     | Suisse               | 262.46 | 1                | 38.00            |                  |                  | 1               | 80.28           | 1               | 144.18          |
| 2                                           | Jeffrey Buttle       | Canada               | 245.69 | 4                | 32.00            |                  |                  | 3               | 77.39           | 2               | 136.30          |
| 3                                           | Evan Lysacek         | États-Unis           | 239.29 | 3                | 32.13            |                  |                  | 4               | 73.42           | 4               | 133.74          |
| 4                                           | Johnny Weir          | États-Unis           | 236.06 |                  |                  | 4                | 32.20            | 9               | 70.50           | 6               | 133.36          |
| 5                                           | Li Chengjiang        | Chine                | 235.67 |                  |                  | 3                | 32.23            | 6               | 72.61           | 7               | 130.83          |
| 6                                           | Brian Joubert        | France               | 235.29 | 2                | 33.00            |                  |                  | 2               | 79.66           | 13              | 122.63          |
| 7                                           | Emanuel Sandhu       | Canada               | 231.16 |                  |                  | 7                | 29.73            | 11              | 67.30           | 3               | 134.13          |
| 8                                           | Kevin Van Der Perren | Belgique             | 229.94 | 8                | 29.92            |                  |                  | 12              | 66.51           | 5               | 133.51          |
| 9                                           | Frédéric Dambier     | France               | 226.88 | 11               | 28.48            |                  |                  | 10              | 68.10           | 8               | 130.30          |
| 10                                          | Timothy Goebel       | États-Unis           | 222.57 | 9                | 29.78            |                  |                  | 14              | 62.95           | 9               | 129.84          |
| 11                                          | Andrei Griazev       | Russie               | 216.62 |                  |                  | 8                | 29.54            | 8               | 70.69           | 16              | 116.39          |
| 12                                          | Stefan Lindemann     | Allemagne            | 213.54 |                  |                  | 2                | 32.50            | 23              | 53.43           | 10              | 127.58          |
| 13                                          | Ivan Dinev           | Bulgarie             | 213.09 |                  |                  | 6                | 30.71            | 18              | 55.66           | 11              | 126.72          |
| 14                                          | Kristoffer Berntsson | Suède                | 211.97 | 12               | 28.21            |                  |                  | 13              | 64.54           | 14              | 119.22          |
| 15                                          | Daisuke Takahashi    | Japon                | 210.35 | 6                | 30.13            |                  |                  | 7               | 72.18           | 18              | 108.04          |
| 16                                          | Zhang Min            | Chine                | 208.10 | 7                | 30.12            |                  |                  | 22              | 54.81           | 12              | 123.17          |
| 17                                          | Sergei Dobrin        | Russie               | 207.20 |                  |                  | 5                | 31.70            | 15              | 58.58           | 15              | 116.92          |
| 18                                          | Gheorghe Chiper      | Roumanie             | 199.18 | 10               | 29.25            |                  |                  | 17              | 56.87           | 17              | 113.06          |
| 19                                          | Roman Serov          | Israël               | 191.21 | 13               | 26.89            |                  |                  | 16              | 58.13           | 20              | 106.19          |
| 20                                          | Karel Zelenka        | Italie               | 189.67 |                  |                  | 10               | 27.90            | 19              | 55.55           | 19              | 106.22          |
| 21                                          | Jamal Othman         | Suisse               | 186.48 |                  |                  | 11               | 27.08            | 21              | 54.89           | 21              | 104.51          |
| 22                                          | Sergei Davydov       | Biélorussie          | 178.73 |                  |                  | 9                | 29.38            | 26              | 49.59           | 22              | 99.76           |
| 23                                          | Viktor Pfeifer       | Autriche             | 178.06 | 14               | 25.48            |                  |                  | 20              | 54.94           | 23              | 97.64           |
| Abandon                                     | Evgeni Plushenko     | Russie               |        |                  |                  | 1                | 37.98            | 5               | 73.28           |                 |                 |
| Patineurs éliminés après le programme court |                      |                      |        |                  |                  |                  |                  |                 |                 |                 |                 |
| 25                                          | Vakhtang Murvanidze  | Géorgie              |        |                  |                  | 12               | 25.07            | 24              | 52.59           | NC              | NC              |
| 26                                          | Samuel Contesti      | France               |        | 5                | 30.82            |                  |                  | 29              | 46.80           | NC              | NC              |
| 27                                          | Zoltán Tóth          | Hongrie              |        |                  |                  | 15               | 23.35            | 25              | 51.91           | NC              | NC              |
| 28                                          | Ari-Pekka Nurmenkari | Finlande             |        |                  |                  | 13               | 24.83            | 27              | 48.85           | NC              | NC              |
| 29                                          | John Hamer           | Royaume-Uni          |        |                  |                  | 14               | 23.78            | 28              | 47.28           | NC              | NC              |
| 30                                          | Trifun Živanović     | Serbie-et-Monténégro |        | 15               | 24.07            |                  |                  | 30              | 44.27           | NC              | NC              |
| Patineurs éliminés après les qualifications |                      |                      |        |                  |                  |                  |                  |                 |                 |                 |                 |
| 31                                          | Tomáš Verner         | Tchéquie             |        | 16               | 23.94            |                  |                  | NC              | NC              | NC              | NC              |
| 32                                          | Bradley Santer       | Australie            |        |                  |                  | 16               | 21.12            | NC              | NC              | NC              | NC              |
| 33                                          | Andrei Dobrokhodov   | Azerbaïdjan          |        |                  |                  | 17               | 20.99            | NC              | NC              | NC              | NC              |
| 34                                          | Silvio Smalun        | Allemagne            |        | 17               | 20.95            |                  |                  | NC              | NC              | NC              | NC              |
| 35                                          | Konstantin Tupikov   | Ukraine              |        |                  |                  | 18               | 20.71            | NC              | NC              | NC              | NC              |
| 36                                          | Maciej Kuś           | Pologne              |        | 18               | 20.70            |                  |                  | NC              | NC              | NC              | NC              |
| 37                                          | Yon Garcia           | Espagne              |        | 19               | 20.59            |                  |                  | NC              | NC              | NC              | NC              |
| 38                                          | Gregor Urbas         | Slovénie             |        |                  |                  | 19               | 20.48            | NC              | NC              | NC              | NC              |
| 39                                          | Aidas Reklys         | Lituanie             |        |                  |                  | 20               | 19.84            | NC              | NC              | NC              | NC              |
| 40                                          | Ricky Cockerill      | Nouvelle-Zélande     |        |                  |                  | 21               | 17.47            | NC              | NC              | NC              | NC              |
| 41                                          | Alper Uçar           | Turquie              |        | 20               | 16.79            |                  |                  | NC              | NC              | NC              | NC              |
| 42                                          | Gareth Echardt       | Afrique du Sud       |        |                  |                  | 22               | 16.47            | NC              | NC              | NC              | NC              |
| 43                                          | Humberto Contreras   | Mexique              |        | 21               | 16.09            |                  |                  | NC              | NC              | NC              | NC              |
| 44                                          | Edward Ka-Yin Chow   | Hong Kong            |        | 22               | 13.86            |                  |                  | NC              | NC              | NC              | NC              |
| Forfait                                     | Takeshi Honda        | Japon                |        |                  |                  |                  |                  | NC              | NC              | NC              | NC              |

### Dames
| Rang                                          | Nom                   | Pays               | Points | Qualifications B | Qualifications B | Qualifications A | Qualifications A | Programme court | Programme court | Programme libre | Programme libre |
| --------------------------------------------- | --------------------- | ------------------ | ------ | ---------------- | ---------------- | ---------------- | ---------------- | --------------- | --------------- | --------------- | --------------- |
| 1                                             | Irina Sloutskaïa      | Russie             | 222.71 |                  |                  | 1                | 29.77            | 1               | 62.84           | 1               | 130.10          |
| 2                                             | Sasha Cohen           | États-Unis         | 214.39 | 1                | 28.41            |                  |                  | 2               | 61.37           | 2               | 124.61          |
| 3                                             | Carolina Kostner      | Italie             | 200.56 |                  |                  | 3                | 26.45            | 4               | 60.82           | 4               | 113.29          |
| 4                                             | Michelle Kwan         | États-Unis         | 200.19 |                  |                  | 5                | 24.99            | 3               | 61.22           | 3               | 113.98          |
| 5                                             | Fumie Suguri          | Japon              | 196.01 |                  |                  | 2                | 27.19            | 10              | 56.28           | 5               | 112.54          |
| 6                                             | Miki Ando             | Japon              | 193.14 | 2                | 27.66            |                  |                  | 7               | 59.30           | 7               | 106.18          |
| 7                                             | Ielena Sokolova       | Russie             | 189.48 | 3                | 24.39            |                  |                  | 6               | 59.63           | 8               | 105.46          |
| 8                                             | Susanna Pöykiö        | Finlande           | 187.67 | 4                | 23.69            |                  |                  | 8               | 56.99           | 6               | 106.99          |
| 9                                             | Shizuka Arakawa       | Japon              | 185.73 |                  |                  | 4                | 25.79            | 5               | 59.95           | 9               | 99.99           |
| 10                                            | Elena Liashenko       | Ukraine            | 174.18 |                  |                  | 6                | 24.58            | 11              | 55.19           | 12              | 94.41           |
| 11                                            | Joannie Rochette      | Canada             | 172.99 | 5                | 23.65            |                  |                  | 9               | 56.40           | 15              | 92.94           |
| 12                                            | Júlia Sebestyén       | Hongrie            | 167.56 | 6                | 22.91            |                  |                  | 12              | 52.49           | 16              | 92.16           |
| 13                                            | Idora Hegel           | Croatie            | 164.97 | 8                | 22.33            |                  |                  | 13              | 48.42           | 13              | 94.22           |
| 14                                            | Sarah Meier           | Suisse             | 164.68 |                  |                  | 7                | 22.57            | 20              | 44.35           | 10              | 97.76           |
| 15                                            | Annette Dytrt         | Allemagne          | 163.49 | 7                | 22.50            |                  |                  | 14              | 47.93           | 14              | 93.06           |
| 16                                            | Joanne Carter         | Australie          | 163.38 | 9                | 20.41            |                  |                  | 15              | 47.37           | 11              | 95.60           |
| 17                                            | Jennifer Kirk         | États-Unis         | 156.81 |                  |                  | 9                | 21.27            | 18              | 46.26           | 17              | 89.28           |
| 18                                            | Viktória Pavuk        | Hongrie            | 148.46 | 12               | 18.09            |                  |                  | 17              | 46.38           | 18              | 83.99           |
| 19                                            | Lina Johansson        | Suède              | 145.94 | 11               | 19.39            |                  |                  | 19              | 44.51           | 20              | 82.04           |
| 20                                            | Cynthia Phaneuf       | Canada             | 143.44 |                  |                  | 8                | 21.77            | 22              | 42.95           | 21              | 78.72           |
| 21                                            | Liu Yan               | Chine              | 142.33 | 10               | 19.55            |                  |                  | 25              | 39.80           | 19              | 82.98           |
| 22                                            | Jenna McCorkell       | Royaume-Uni        | 142.00 |                  |                  | 10               | 18.58            | 16              | 47.02           | 22              | 76.40           |
| 23                                            | Candice Didier        | France             | 129.68 |                  |                  | 12               | 17.52            | 21              | 43.57           | 23              | 68.59           |
| 24                                            | Karen Venhuizen       | Pays-Bas           | 125.58 |                  |                  | 11               | 17.62            | 24              | 41.81           | 24              | 66.15           |
| Patineuses éliminées après le programme court |                       |                    |        |                  |                  |                  |                  |                 |                 |                 |                 |
| 25                                            | Andrea Kreuzer        | Autriche           |        |                  |                  | 14               | 16.68            | 23              | 42.27           | NC              | NC              |
| 26                                            | Sara Falotico         | Belgique           |        | 13               | 17.62            |                  |                  | 27              | 37.84           | NC              | NC              |
| 27                                            | Tuğba Karademir       | Turquie            |        | 15               | 16.42            |                  |                  | 26              | 38.73           | NC              | NC              |
| 28                                            | Roxana Luca           | Roumanie           |        |                  |                  | 13               | 16.71            | 28              | 37.29           | NC              | NC              |
| 29                                            | Fleur Maxwell         | Luxembourg         |        |                  |                  | 15               | 16.48            | 29              | 34.05           | NC              | NC              |
| 30                                            | Choi Ji-eun           | Corée du Sud       |        | 14               | 16.54            |                  |                  | 30              | 31.67           | NC              | NC              |
| Patineuses éliminées après les qualifications |                       |                    |        |                  |                  |                  |                  |                 |                 |                 |                 |
| 31                                            | Tamar Katz            | Israël             |        |                  |                  | 16               | 16.00            | NC              | NC              | NC              | NC              |
| 32                                            | Sonia Radeva          | Bulgarie           |        | 16               | 15.56            |                  |                  | NC              | NC              | NC              | NC              |
| 33                                            | Laura Fernandez       | Espagne            |        |                  |                  | 17               | 14.91            | NC              | NC              | NC              | NC              |
| 34                                            | Jelena Glebova        | Estonie            |        | 17               | 14.91            |                  |                  | NC              | NC              | NC              | NC              |
| 35                                            | Evgenia Melnik        | Biélorussie        |        |                  |                  | 18               | 14.74            | NC              | NC              | NC              | NC              |
| 36                                            | Michelle Cantu        | Mexique            |        | 18               | 14.50            |                  |                  | NC              | NC              | NC              | NC              |
| 37                                            | Daria Timoshenko      | Azerbaïdjan        |        | 19               | 14.33            |                  |                  | NC              | NC              | NC              | NC              |
| 38                                            | Gintarė Vostrecovaitė | Lituanie           |        | 20               | 14.11            |                  |                  | NC              | NC              | NC              | NC              |
| 39                                            | Shirene Human         | Afrique du Sud     |        | 21               | 14.01            |                  |                  | NC              | NC              | NC              | NC              |
| Forfait                                       | Nina Bates            | Bosnie-Herzégovine |        |                  |                  |                  |                  | NC              | NC              | NC              | NC              |
| Forfait                                       | Diane Chen            | Taipei chinois     |        |                  |                  |                  |                  | NC              | NC              | NC              | NC              |

### Couples
| Rang    | Nom                                      | Pays        | Points | Programme court | Programme court | Programme libre | Programme libre |
| ------- | ---------------------------------------- | ----------- | ------ | --------------- | --------------- | --------------- | --------------- |
| 1       | Tatiana Totmianina / Maksim Marinin      | Russie      | 198.49 | 1               | 70.12           | 1               | 128.37          |
| 2       | Maria Petrova / Aleksey Tikhonov         | Russie      | 188.21 | 2               | 66.94           | 2               | 121.27          |
| 3       | Zhang Dan / Zhang Hao                    | Chine       | 180.22 | 4               | 64.19           | 3               | 116.03          |
| 4       | Pang Qing / Tong Jian                    | Chine       | 177.33 | 5               | 64.02           | 4               | 113.31          |
| 5       | Julia Obertas / Sergei Slavnov           | Russie      | 174.43 | 6               | 61.14           | 5               | 113.29          |
| 6       | Aljona Savchenko / Robin Szolkowy        | Allemagne   | 169.02 | 8               | 58.74           | 6               | 110.28          |
| 7       | Dorota Zagórska / Mariusz Siudek         | Pologne     | 167.68 | 7               | 60.02           | 7               | 107.66          |
| 8       | Utako Wakamatsu / Jean-Sébastien Fecteau | Canada      | 159.42 | 9               | 57.19           | 8               | 102.23          |
| 9       | Valérie Marcoux / Craig Buntin           | Canada      | 156.83 | 10              | 55.94           | 9               | 100.89          |
| 10      | Tatiana Volosozhar / Stanislav Morozov   | Ukraine     | 156.38 | 11              | 55.75           | 11              | 100.63          |
| 11      | Rena Inoue / John Baldwin                | États-Unis  | 155.64 | 12              | 54.98           | 10              | 100.66          |
| 12      | Kathryn Orscher / Garrett Lucash         | États-Unis  | 143.16 | 14              | 44.93           | 12              | 98.23           |
| 13      | Marylin Pla / Yannick Bonheur            | France      | 135.22 | 13              | 49.55           | 13              | 85.67           |
| 14      | Marina Aganina / Artem Knyazev           | Ouzbékistan | 123.60 | 15              | 44.44           | 15              | 79.16           |
| 15      | Oľga Beständigová / Jozef Beständig      | Slovaquie   | 123.40 | 18              | 42.95           | 14              | 80.45           |
| 16      | Diana Rennik / Aleksei Saks              | Estonie     | 122.59 | 16              | 43.53           | 16              | 79.06           |
| 17      | Rumiana Spassova / Stanimir Todorov      | Bulgarie    | 115.85 | 20              | 39.96           | 17              | 75.89           |
| 18      | Julia Shapiro / Vadim Akolzin            | Israël      | 115.02 | 17              | 43.06           | 18              | 71.96           |
| 19      | Olga Boguslavska / Andrei Brovenko       | Lettonie    | 108.78 | 19              | 42.72           | 19              | 66.06           |
| Abandon | Shen Xue / Zhao Hongbo                   | Chine       |        | 3               | 66.00           |                 |                 |

### Danse sur glace
| Rang                                               | Nom                                     | Nation      | Points | Danse imposée | Danse imposée | Danse originale | Danse originale | Danse libre | Danse libre |
| -------------------------------------------------- | --------------------------------------- | ----------- | ------ | ------------- | ------------- | --------------- | --------------- | ----------- | ----------- |
| 1                                                  | Tatiana Navka / Roman Kostomarov        | Russie      | 227.81 | 1             | 45.97         | 1               | 68.67           | 1           | 113.17      |
| 2                                                  | Tanith Belbin / Benjamin Agosto         | États-Unis  | 221.26 | 2             | 42.18         | 2               | 67.54           | 2           | 111.54      |
| 3                                                  | Olena Hrushyna / Ruslan Honcharov       | Ukraine     | 213.95 | 3             | 41.30         | 3               | 63.17           | 4           | 109.48      |
| 4                                                  | Isabelle Delobel / Olivier Schoenfelder | France      | 211.15 | 6             | 40.51         | 6               | 60.25           | 3           | 110.39      |
| 5                                                  | Albena Denkova / Maxim Staviski         | Bulgarie    | 208.46 | 4             | 40.81         | 4               | 62.79           | 5           | 104.86      |
| 6                                                  | Galit Chait / Sergei Sakhnovski         | Israël      | 204.31 | 7             | 39.13         | 5               | 61.19           | 6           | 103.99      |
| 7                                                  | Marie-France Dubreuil / Patrice Lauzon  | Canada      | 198.98 | 5             | 40.51         | 8               | 58.30           | 7           | 100.17      |
| 8                                                  | Oksana Domnina / Maksim Chabaline       | Russie      | 190.20 | 8             | 36.26         | 7               | 58.86           | 8           | 95.08       |
| 9                                                  | Federica Faiella / Massimo Scali        | Italie      | 186.90 | 9             | 36.19         | 9               | 56.13           | 9           | 94.58       |
| 10                                                 | Megan Wing / Aaron Lowe                 | Canada      | 180.42 | 10            | 35.11         | 10              | 52.52           | 10          | 92.79       |
| 11                                                 | Melissa Gregory / Denis Petukhov        | États-Unis  | 173.00 | 11            | 34.40         | 12              | 50.22           | 11          | 88.38       |
| 12                                                 | Sinead Kerr / John Kerr                 | Royaume-Uni | 170.08 | 12            | 32.63         | 11              | 50.71           | 13          | 86.74       |
| 13                                                 | Kristin Fraser / Igor Lukanin           | Azerbaïdjan | 167.24 | 14            | 31.16         | 13              | 48.82           | 12          | 87.26       |
| 14                                                 | Svetlana Kulikova / Vitali Novikov      | Russie      | 166.51 | 13            | 31.21         | 14              | 48.72           | 14          | 86.58       |
| 15                                                 | Nóra Hoffmann / Attila Elek             | Hongrie     | 156.70 | 15            | 30.17         | 17              | 45.34           | 16          | 81.19       |
| 16                                                 | Nozomi Watanabe / Akiyuki Kido          | Japon       | 155.74 | 17            | 29.20         | 15              | 46.57           | 18          | 79.97       |
| 17                                                 | Anastasia Grebenkina / Vazgen Azroyan   | Arménie     | 154.84 | 18            | 28.53         | 16              | 46.02           | 17          | 80.29       |
| 18                                                 | Natalia Gudina / Alexei Beletski        | Israël      | 153.33 | 19            | 28.40         | 18              | 42.85           | 15          | 82.08       |
| 19                                                 | Nathalie Péchalat / Fabian Bourzat      | France      | 149.63 | 16            | 30.00         | 23              | 40.71           | 19          | 78.92       |
| 20                                                 | Christina Beier / William Beier         | Allemagne   | 142.69 | 21            | 27.24         | 20              | 41.66           | 20          | 73.79       |
| 21                                                 | Julia Golovina / Oleg Voiko             | Ukraine     | 137.37 | 23            | 25.24         | 21              | 41.57           | 21          | 70.56       |
| 22                                                 | Alexandra Kauc / Michał Zych            | Pologne     | 136.37 | 22            | 26.58         | 22              | 40.92           | 22          | 68.87       |
| 23                                                 | Yang Fang / Gao Chongbo                 | Chine       | 135.65 | 20            | 27.57         | 19              | 42.67           | 23          | 65.41       |
| 24                                                 | Alessia Aureli / Andrea Vaturi          | Italie      | 126.87 | 26            | 23.83         | 24              | 38.66           | 24          | 64.38       |
| Couples de danse éliminés après la danse originale |                                         |             |        |               |               |                 |                 |             |             |
| 25                                                 | Laura Munana / Luke Munana              | Mexique     |        | 25            | 23.95         | 25              | 36.31           | NC          | NC          |
| 26                                                 | Judith Haunstetter / Arne Hönlein       | Allemagne   |        | 27            | 22.91         | 27              | 33.00           | NC          | NC          |
| 27                                                 | Olga Akimova / Alexander Shakalov       | Ouzbékistan |        | 24            | 24.25         | 29              | 31.35           | NC          | NC          |
| 28                                                 | Natalie Buck / Trent Nelson-Bond        | Australie   |        | 28            | 21.85         | 28              | 32.85           | NC          | NC          |
| 29                                                 | Daniela Keller / Fabian Keller          | Suisse      |        | 29            | 21.05         | 26              | 33.23           | NC          | NC          |
| 30                                                 | Anna Galcheniuk / Oleg Krupen           | Biélorussie |        | 30            | 13.36         | 30              | 28.14           | NC          | NC          |